# 君士坦丁堡條約 (1832年)
長達八年的希臘獨立戰爭在1829年結束，以鄂圖曼帝國的戰敗、希臘第一共和國的建立作收。英國、法國與俄羅斯此時介入了希臘局勢，商討希臘未來的發展。
1830年倫敦協議中，列強決議建立一個君主制的希臘王國，並從各國王室中挑選一位王子作為希臘君主。在薩克森-科堡-哥達的利奧波德王子拒絕這個提議後，列強在1832年再度召開倫敦會議，選出巴伐利亞的奧托王子作為希臘國王。在決定好人選後，英法俄三國在1832年8月30日正式與鄂圖曼帝國簽訂《君士坦丁堡條約》，劃定阿爾塔-沃洛斯線作為希臘與鄂圖曼帝國的分界。

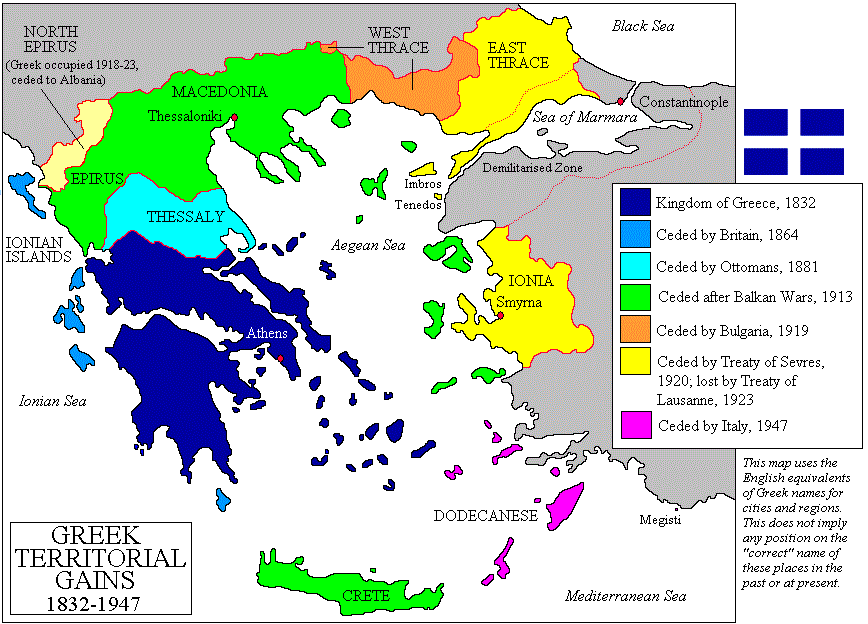
《君士坦丁堡條約》後的希臘疆域（深藍）與之後的擴張